# SN 2010cl
SN 2010cl – supernowa typu II-P odkryta 29 kwietnia 2010 roku w galaktyce M-02-25-20. W momencie odkrycia miała maksymalną jasność 17,10m.